# Tipula vaillantiana
Tipula vaillantiana är en tvåvingeart som beskrevs av Alexander 1964. Tipula vaillantiana ingår i släktet Tipula och familjen storharkrankar. Inga underarter finns listade i Catalogue of Life.